# 3647 Dermott
A 3647 Dermott (ideiglenes jelöléssel 1986 AD1) a Naprendszer kisbolygóövében található aszteroida. Edward L. G. Bowell fedezte fel 1986. január 11-én.